# Langen (Familienname)
Langen ist ein deutscher Familienname.

## Herkunft und Bedeutung
Zu Herkunft und Bedeutung siehe Lang.

## Namensträger

### A
- Albert Langen (1869–1909), deutscher Verleger
- Annette Langen (* 1967), deutsche Schriftstellerin
- Anselm Langen († 1698), Abt des Benediktinerklosters Liesborn
- Arnold Langen (Jurist) (1872–1939), deutscher Jurist und Hochschullehrer
- Arnold Langen (1876–1947), deutscher Ingenieur und Industrieller
- Arthur Langen (1858–1927), deutscher Magistratsbeamter der Landesregierung Berlins und Theater-Verleger

### B
- Birgit Collin-Langen (* 1956), deutsche Politikerin (CDU)

### C
- Carl von Langen (1753–1836), deutscher Schriftsteller
- Carl-Friedrich von Langen (1887–1934), deutscher Reitsportler
- Carl Jakob Langen (1849–1912), deutscher Unternehmer, Maschinenfabrikant und Kommerzienrat
- Christoph Langen (* 1962), deutscher Bobpilot

### D
- Dexter Langen (* 1980), deutscher Fußballspieler
- Dietrich Langen (1913–1980), deutscher Arzt, Psychotherapeut und Hochschullehrer

### E
- Ellen van Langen (* 1966), niederländische Leichtathletin
- Emil Langen (1824–1870), deutscher Unternehmer
- Eugen Langen (1833–1895), deutscher Ingenieur, Unternehmer und Erfinder

### F
- Florenz von Langen († 1528), Domherr zu Münster
- Franz Caspar von Langen (1651/52–1737), Geheimrat des Mainzer Kurfürsten
- Friedrich Ernst von Langen (1860–1935), deutscher Verwaltungsjurist und Rittergutsbesitzer in Vorpommern, MdR
- Friedrich Theodor Langen (1800–1882), deutscher Jurist und Politiker
- Fritz von Langen (1860–1929), deutscher Unternehmer und Gutsbesitzer

### G
- Gerda Langen (1903–1973), deutsche Schriftstellerin
- Günter Langen (1935–2022), deutscher Politiker (CDU)
- Gustav Langen (1878–1964), deutscher Stadt- und Landesplaner sowie Planungstheoretiker
- Gustav Langen (Fabrikant) (1821–1912), deutscher Fabrikant

### H
- Hans Langen (1578–1630), österreichisch-ungarischer Kaufmann und Ratsherr
- Hans Rudolph von Langen (1863–1935), deutscher Industrieller und Gutsbesitzer
- Heinrich Langen (?–um 1920), deutscher Unternehmer und Firmengründer
- Hermann von Langen (Domdechant, 1484) (1417–1484), Domdechant in Münster
- Hermann von Langen (Domherr) († 1491), Domherr in Münster
- Hermann von Langen (Domdechant, 1508) († 1508), Domdechant in Münster
- Hermann von Langen (General) (1819–1893), preußischer Generalmajor
- Hilde Langen (1901–1979), deutsche Malerin und Illustratorin
- Humpert von Langen († 1614), fürstlichen-hennebergischer und kursächsischer Hofbeamter

### I
- Inge Langen (1924–2007), deutsche Schauspielerin
- Ingo Lang von Langen (1895–1979), deutscher Verwaltungsjurist und Politiker

### J
- Johann Georg von Langen (1699–1776), deutscher Forstmann
- Johann Gottlieb von Langen (1858–1940), deutscher Industrieller
- Johann Jakob Langen (1794–1869), deutscher Zuckerfabrikant
- Johann Karl von Langen (1784–1849), preußischer Generalmajor und Kommandant der Festung Silberberg
- Joseph Langen (1837–1901), deutscher Theologe

### K
- Karl Ferdinand von Langen (1762–1820), deutscher Generalmajor und Festungskommandeur
- Karl Friedrich von Langen (1737–1801), deutscher Generalmajor der Infanterie

### L
- Léonie Langen (1889–1980), deutsche Pianistin, Musikpädagogin und Komponistin, siehe Léonie Mendelssohn-Bartholdy
- Lubbert von Langen († 1369), Domherr in Münster
- Ludolf von Langen (1803–1872), nassauischer Beamter und Mitglied der ersten Kammer der Landstände des Herzogtums Nassau
- Ludolf von Langen (Domherr), Domherr in Münster
- Lutbert von Langen († 1326), Domdechant in Münster

### M
- Margarete M. Langen (1888–1931), deutsche Drehbuchautorin
- Martin Langen (1866–1926), deutscher Lyriker und Dramatiker

### N
- Nina Langen (1978/1979), Nachhaltigkeitswissenschaftlerin
- Norman Langen (* 1985), deutscher Schlagersänger

### O
- Odin Langen (1913–1976), US-amerikanischer Politiker
- Otto Langen (1820–1900), deutscher Unternehmer, Zucker- und Textilfabrikant

### P
- Paul Langen (1893–1945), deutscher Gegner des Nationalsozialismus
- Peter Langen (1835–1897), deutscher Klassischer Philologe
- Peter Langen (Krebsforscher) (1929–2012), deutscher Krebsforscher
- Philipp Langen (* 1986), deutscher Fußballspieler

### R
- Rudolf von Langen (um 1438–1519), deutscher Domkanoniker und Humanist
- Rudolf Langen (1854–1913), deutscher Unternehmer und Zuckerfabrikant

### S
- Siegmund Moritz Wilhelm von Langen (1706–1757), deutscher Offizier
- Stefan Langen (1925–2013), deutscher Fußballspieler

### V
- Vera von Langen (1910–1967), deutsche Schauspielerin

### W
- Walter Langen (Unternehmer) (* 1929), deutscher Unternehmer
- Walther Langen (1857–1912), deutscher Bankier und Industrieller
- Werner Langen (* 1949), deutscher Politiker
- Wilhelm Josef Langen (?–1942), deutscher Archivar

### Y
- Yvonne von Langen (* 1982), niederländische Siebenkämpferin